# Залив Верности
Зали́в Ве́рности (лат. Sinus Fidei) — залив на севере лунного Моря Паров. Граничит с лунными Апеннинами.
Селенографические координаты 17°59′ с. ш. 2°02′ в. д. / 17,99° с. ш. 2,04° в. д., диаметр около 71 км.